# Lorena (kommun)
Lorena är en kommun i Brasilien.   Den ligger i delstaten São Paulo, i den sydöstra delen av landet, 800 km söder om huvudstaden Brasília. Antalet invånare är 82 553.
Följande samhällen finns i Lorena:
- Lorena

Omgivningarna runt Lorena är huvudsakligen savann. Runt Lorena är det ganska tätbefolkat, med 192 invånare per kvadratkilometer.